# Рыбкин, Алексей Жанович
Алексе́й Жа́нович Ры́бкин — спортсмен-кикбоксер, Мастер спорта международного класса по кикбоксингу. Трёхкратный чемпион России по кикбоксингу среди любителей (2011—2013 гг), победитель Кубка Мира по кикбоксингу среди любителей (2011).

## Достижения
- 2011 — чемпион России по кикбоксингу среди любителей,
- 2011 — победитель Кубка Мира по кикбоксингу среди любителей,
- 2011 — Чемпион России по кикбоксингу среди профессионалов в разделе фулл- контакт с лоу-киком,
- 2012 — чемпион России по кикбоксингу среди любителей,
- 2012 — Чемпион России по кикбоксингу среди профессионалов в разделе,
- 2012 — Чемпион Европы по кикбоксингу среди профессионалов в разделе фулл-контакт с лоу — киком по версии W5,
- 2013 — чемпион России по кикбоксингу среди любителей,
- 2013 — Чемпион Мира по кикбоксингу в разделе фулл-контакт с лоу-киком по версии WAKO-PRO.

## Биография
Рыбкин Алексей Жанович 10.09.1987
Кикбоксингом начал заниматься с 13 лет в спортивном клубе «Профи-Спорт» у тренеров Украинцева Вадима Владимировича и Киселева Сергея Анатольевича в г. Дедовск. В начале своей спортивной карьеры не показывал ни каких серьёзных результатов. Первая серьёзная победа была в 16 лет на Первенстве Москвы занял первое место и выполнил 1 разряд. Далее самый высоки результат был уже по юниорам в возрасте 18 лет стал 3-м на Первенстве России. Когда перешёл выступать по взрослым, на областных соревнования выступал хорошо, но на Чемпионатах России были только поражения.
С 2006 по 2008 на всех Чемпионатах России проигрывал в первых боях, причём досрочно в первых раундах. Первый раз на пьедестал Чемпионата Росси поднялся в 2009 году, заняв 3 место. В 2010 году уже был финалистом, а в 2011 первый раз стал победителем Чемпионата России в разделе фулл-контакт с лоу-киком и стал членом сборной команды России. Так же в этом году стал Победителем Кубка мира в разделе фулл-контакт с лоу-киком, который проходил в городе Сегед в Венгрии и Чемпионом России среди профессионалов в разделе фулл-контакт лоу-киком. На любительском Чемпионате мира в Македонии в 2011 году проиграл в первом бою.
В 2012 году стал Чемпионом России в разделе К1 среди любителей и так же в этом году Чемпионом России в разделе К1 среди профессионалов нокаутировав в первом раунде обладателя титула Маргара Угуряна и Чемпионом Европы по версии W5 в разделе фулл-контакт с лоу-киком, одолев в напряженном бою спортсмена из Франции Халима Чебани. В 2012 году Алексей не поехал на Чемпионат Европы в составе сборной так как проиграл спарринг прошлогоднему Чемпиону России и мира, Сулейману Магомедову.
В 2013 году Алексей третий раз выигрывает Чемпионат России среди любителей в разделе К1. В этом же году становится чемпионом мира среди профессионалов в разделе лоу-кик, по версии WAKO-PRO, победив во втором раунде нокаутом, бойца из США Джордана Митчела И в этом же году начинается череда травм. Сначала он ломает руку в локтевом суставе и из-за ошибочного диагноза врачей узнаёт об этом только через полгода, когда кости уже срослись не правильно. Не зная о своей травме Алексей проводит профессиональный бой, где получает перелом ребра. Но так как через месяц сборная команда России должна поехать на Кубок Мира в Венгрию, он ставит себе блокаду, что бы унять боль и отправляется на соревнования. В пером же бою Алексей проигрывает. Эти соревнования и этот бой были для него последним в его спортивной карьере, хотя он об этом ещё не знал.
Летом того же года он начинает готовиться к профессиональному турниру за титул чемпиона мира. И за две недели до начала турнира, на тренировке рвёт переднюю крестообразную связку на колене. Снимается с турнира, начинает лечить травму, ведь впереди любительский чемпионат мира, куда он должен поехать в составе сборной России. Далее он едет на учебно-тренировочные сборы, но нога его сильно беспокоит и он принимает решения не ехать на чемпионат мира, что бы не подводить сборную. Несколько месяцев спустя его вызывает защищать титул чемпиона мира по версии WAKO-PRO,боец из Черногории Иван Стругар. Алексей принимает вызов и при подготовки к бою рвёт себе мениск на той же ноге, где была порвана связка. В следующем году Алексей делает себе операцию на ноге. Завязывает со спортом и становится тренером в своём родном спортивном клубе Профи-Спорт, где и работает по сей день.

## Личная жизнь
Алексей женат, воспитывает сына Ярослава и дочь Агнию